# Vriendinnen (1936)
Vriendinnen (Russisch: Подруги, Podroegi) is een Russische fim uit 1936, geregisseerd door Lev Arnsjtam. De Engelse titel luidde: Three Women.
De film is vooral bekend vanwege de filmmuziek, gecomponeerd door Dmitri Sjostakovitsj. Dit was de derde film waar Sjostakovitsj en Arnsjtam samen aan werkten.

## Verhaal
De film handelt over drie vriendinnen die van kinds af aan samen opgroeien, en uiteindelijk verpleegster worden in de Russische Burgeroorlog. De vriendinnen krijgen te maken met het bestrijden van openbare dronkenschap en losbandigheid (tekenen van decadentie tijdens het tsaristisch regime en de wil daar verandering in aan te brengen (socialisme). Na deze introductie werden de vriendinnen neergezet op het slagveld, ze helpen gewonde soldaten. De film beoogde te laten zien hoe heroïsch die burgeroorlog was, maar ook de toenemende rol van de vrouw in het arbeidsproces en de verbeteringen die het socialisme met zich meebracht. Voor dat laatste was de muziek opgedragen aan de Fransman Romain Rolland, toen net 60 jaar geworden.

## Rolverdeling
| Acteur                     | Personage     |
| -------------------------- | ------------- |
| Zoja Fjodorova             | Zoja          |
| Janina Zjejmo              | Asja          |
| Irina Zaroebina            | Natasja       |
| Boris Tsjirkov             | Senka         |
| Boris Babotsjkin           | Andrej        |
| Nikolaj Tsjerkasov         | Legerofficier |
| Vasili Merkoerjev          |               |
| Boris Blinov               |               |
| Maria Bljoemental-Tamarina |               |
| Pavel Volkov               |               |
| Stepan Kajoekov            |               |
| Stepan Krylov              |               |
| Boris Poslavski            |               |
| Serafima Birman            |               |
| I. Antipova                |               |
| D. Pape                    |               |
| Varvara Popova             |               |
| Vera Popova                |               |
| Pavel Soechanov            |               |

## Muziek
De muziek is geschreven bij de film, dat heeft tot gevolg dat de samenstelling van het ensemble steeds aangepast werd en moest worden. Het heeft tevens tot gevolg dat er geen eenduidigheid in de muziek zit (losse afgeronde fragmenten), behalve de altijd aanwezige kenmerken van Sjostakovitsjs muziek: af en toe zwaarmoedig, dan weer patriottisch, dan wel ironisch en bits. De muziek varieert van strijkkwartet tot orkest, een bijzonderheid is de Internationale gespeeld op een theremin.
De muziek klinkt voor 1935 modern, maar dat was meteen een struikelblok. De teneur was in het begin van de jaren dertig dat moderniteiten in de muziek wel mochten. Echter de Russische autoriteiten vonden dat bij de Lady Macbeth uit het district Mtsensk te veel uit de hand gelopen (het publiek vond de opera goed) en er werd diep gesneden in de moderne muziekstijlen uiteindelijk uitmondend in een ban van sommige componisten en/of hun werk (1948). In de aanloop naar die periode kwam deze muziek tot stand. Sjostakovitsj moest zich inhouden.
De filmmuziek raakte spoorloos, maar de familie van de componist behield nog enige manuscripten aan de hand waarvan in samenhang met de wel bewaarde film een reconstructie kon worden gemaakt. De Britse componist en dirigent Mark Fitz-Gerald reconstrueerde de filmmuziek; hij had eerder de filmmuziek van Alleen vernieuwd.

### Delen
1. Introductie voor strijkkwartet
2. Het jaar 1914 voor strijkkwartet
3. De families wachten op de terugkeer van de stakers voor strijkkwartet, trompet en piano
4. Het café Keys to Happiness voor strijkkwartet, trompet en piano
5. The kinderen zingen hun liedje voor ensemble
6. Bij de rivier, Revolutionair lied Gepijnigd door een gebrek aan vrijheid) voor zangstemmen
7. Fanfare voor trompetsolo
8. Het verhaal van Silych’s zoon Ivan voor strijkkwartet, trompet, harp en piano
9. Gepijnigd door een gebrek aan vrijheid voor mannenkoor en kinderen
10. Het jaar 1919, Russische Burgeroorlog voor drie trompetten met of zonder orgel
11. Internationale (ensemble)
12. De meiden bezoeken de gewonde soldaten op het slagveld voor pauken, harp en orgel
13. De stad van Poesjkin is door de vijand ingenomen voor ensemble
14. Internationale, verpleegsters en gewonden trekken zich terug voor thereminsolo
15. Zoja en het besneeuwde bos voor strijktrio
16. Boshut voor piano en strijkkwartet
17. Fanfare, Andrej komt met nieuws van het front voor 2 trompetten en kleine trom
18. Fanfare voor twee trompetten
19. De meiden vinden een kip voor piano, trompet en strijkkwartet
20. Natasja en Zoja zingen een nostalgisch lied (waar blijven de warme nachten) voor twee zangstemmen
21. Natasja en Zoja worden gered voor orkest
22. Fanfare: Andrej en Senka arriveren voor twee trompetten
23. Andrejs slotwoord voor orkest

### Discografie
De muziek werd in eerste instantie uitgegeven in een versie door dirigent Gennadi Rozjdestvenski; er waren enkele aanpassingen.
- in 2010 volgde een versie op Naxos, een ensemble onder leiding van Mark Fitz-Gerald opgenomen in 2008.